# Extinction du Cambrien-Ordovicien
L'extinction du Cambrien-Ordovicien ou extinction de la fin du Cambrien est une des extinctions importantes d'espèces vivantes sur Terre. Elle ne fait cependant pas partie des cinq extinctions massives classiquement reconnues. Elle marque la fin de la période géologique du Cambrien, il y a environ 485 Ma (millions d'années) et précède la phase de grande biodiversification ordovicienne qui va lui succéder pendant environ 25 Ma.
Cette première extinction à la fin du Cambrien survient après plusieurs autres crises importantes de disparitions d'espèces connues durant le Cambrien, qui paraissent plus notables mais moins bien documentées par manque de données paléontologiques suffisantes.

## Causes
Les causes extra-terrestres (impacts météoritiques) ne sont pas prouvées. Par contre, on peut incriminer un grand refroidissement global et des variations du niveau marin (dites glacio-eustatiques).
Une nouvelle hypothèse astronomique controversée (probabilité exceptionnelle unique de 1 en 500 millions d'années) mais cependant concordante avec les observations géologiques récentes de cette première extinction de masse, peut en être présentée comme "une nouvelle cause". Elle a fait l'objet d'un film document-histoire d'une série télévisée intitulée "Apocalypse animale" dont le premier épisode est intitulé "Les rayons mortels". Ce film fut réalisé en 2009 par Jason MacKinley, et a été diffusé (le 4 novembre 2021 puis en replay) par la chaine de télévision "Science et vie". D'après cette théorie, une étoile de la Voie lactée distante de 6000 années-lumière, aurait explosé en supernova avec l'émission ultime d'un "sursaut gamma" d'une puissance mortelle (d'une énergie supérieure à 1000 Soleils) qui aurait finalement atteint la Terre en éclatant et détruisant en 10 secondes toute la couche d'ozone de l'atmosphère. Cela aurait alors permis aux rayons ultraviolets du Soleil de détruire le plancton océanique à l'origine des chaines alimentaires des créatures marines présentes majoritairement comme les trilobites, les grands céphalopodes dits nautiloïdes à coquille axiale (sauf les nautiles à coquille spiralée qui survécurent), et les scorpions de mer. Puis bien après et progressivement, une ère glaciaire se serait instauré, durant laquelle les glaciers se seraient multiplié et auraient absorbé et vidé en grande partie les océans, dont le niveau aurait baissé de 100 m, au profit de nouveaux continents émergés. Un petit poisson primitif de 15 cm de long, appelé Astraspis (en) aurait survécu sur les continents restants ou nouvellement créés, et serait alors devenu l'ancêtre commun à l'origine de tous les vertébrés (amphibiens, reptiles, oiseaux, mammifères) car possédant une colonne vertébrale primitive.
Le supercontinent Gondwana, alors placé au pôle Sud, porte une immense calotte glaciaire (inlandsis). Cette glaciation, qui mobilise d'énormes quantités d'eau, fait baisser le niveau des mers, ce qui entraîne un ralentissement de la circulation océanique et établit des conditions de faible teneur en oxygène, ce qui peut expliquer des conditions de vie plus difficiles.

## Conséquences
Les principaux groupes du registre fossile ayant montré des réductions importantes de leur nombre d'espèces sont les brachiopodes, les conodontes et les trilobites.